# Neuruppin

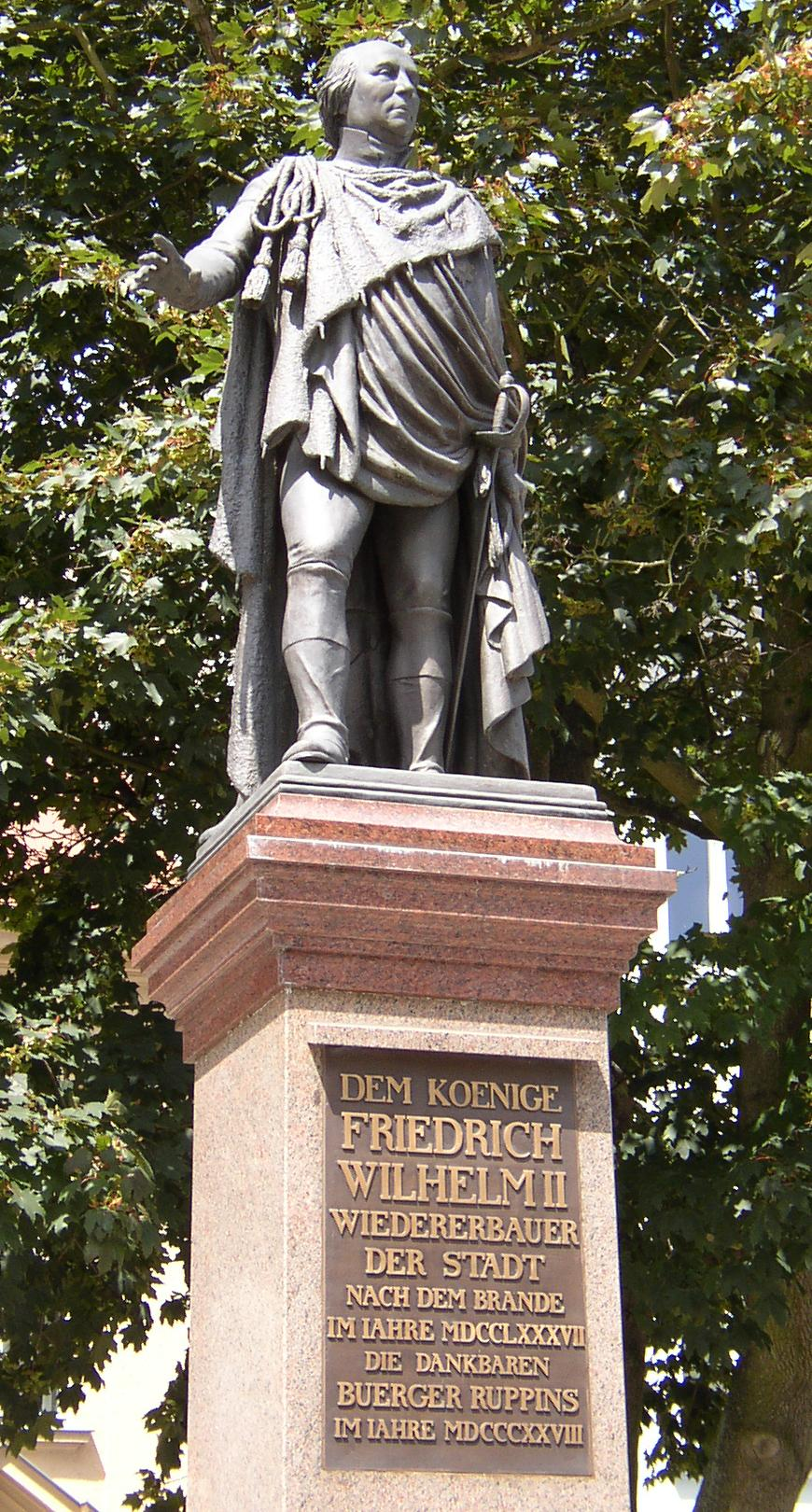
Tượng của Frederick William II

Neuruppin (phát âm tiếng Đức: [nɔʏʁʊˈpiːn]) là một thị xã ở bang Brandenburg, Đức. Đô thị Neuruppin có diện tích 303,32 km², dân số thời điểm 31 tháng 12 năm 2006 là 31.929 người. Thị xã nằm bên bờ hồ Ruppiner See. Đây là huyện lỵ của huyện Ostprignitz-Ruppin.

## Hình ảnh

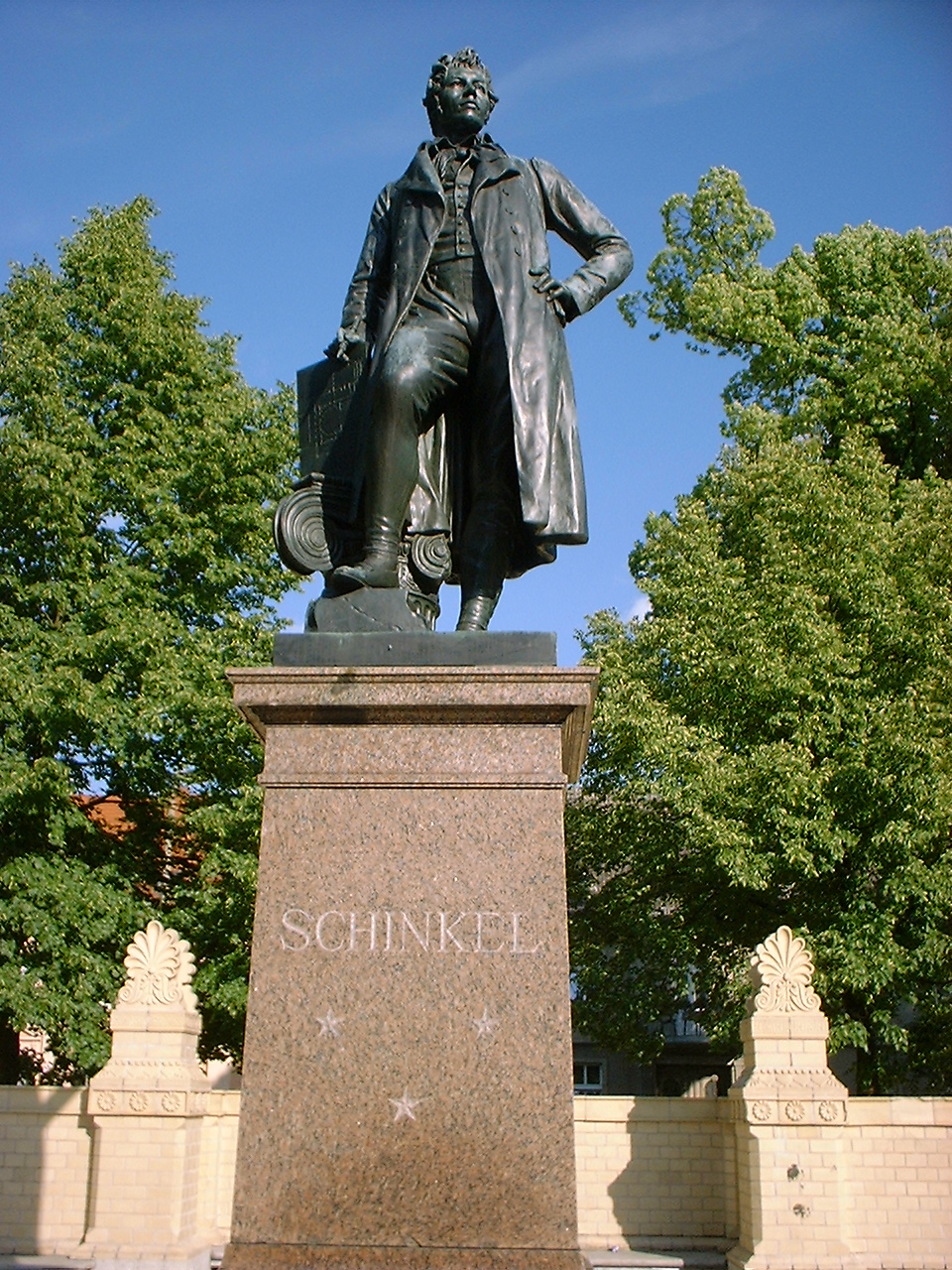
Tượng Schinkel
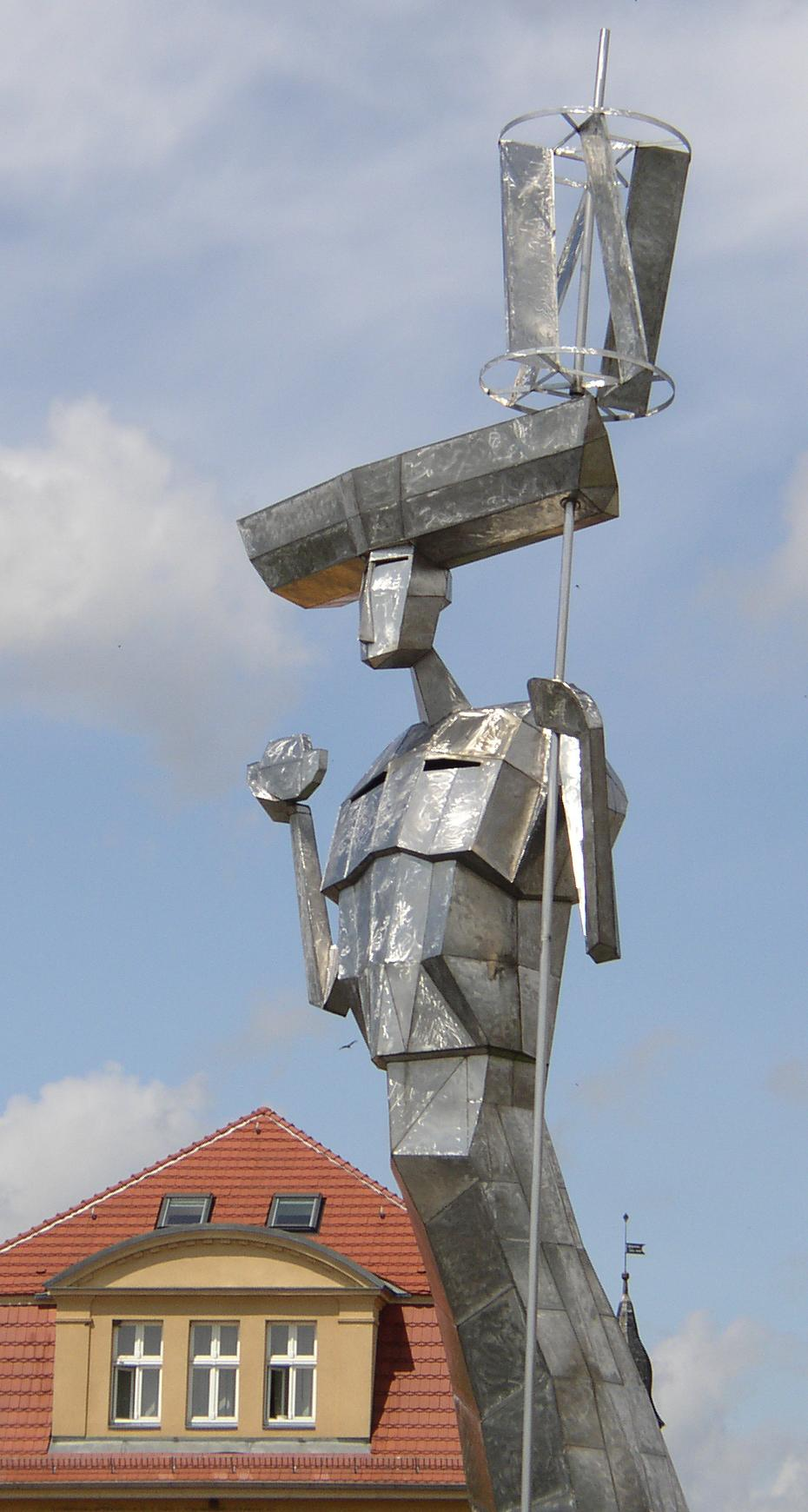
Tượng bởi Matthias Zágon Hohl-Stein
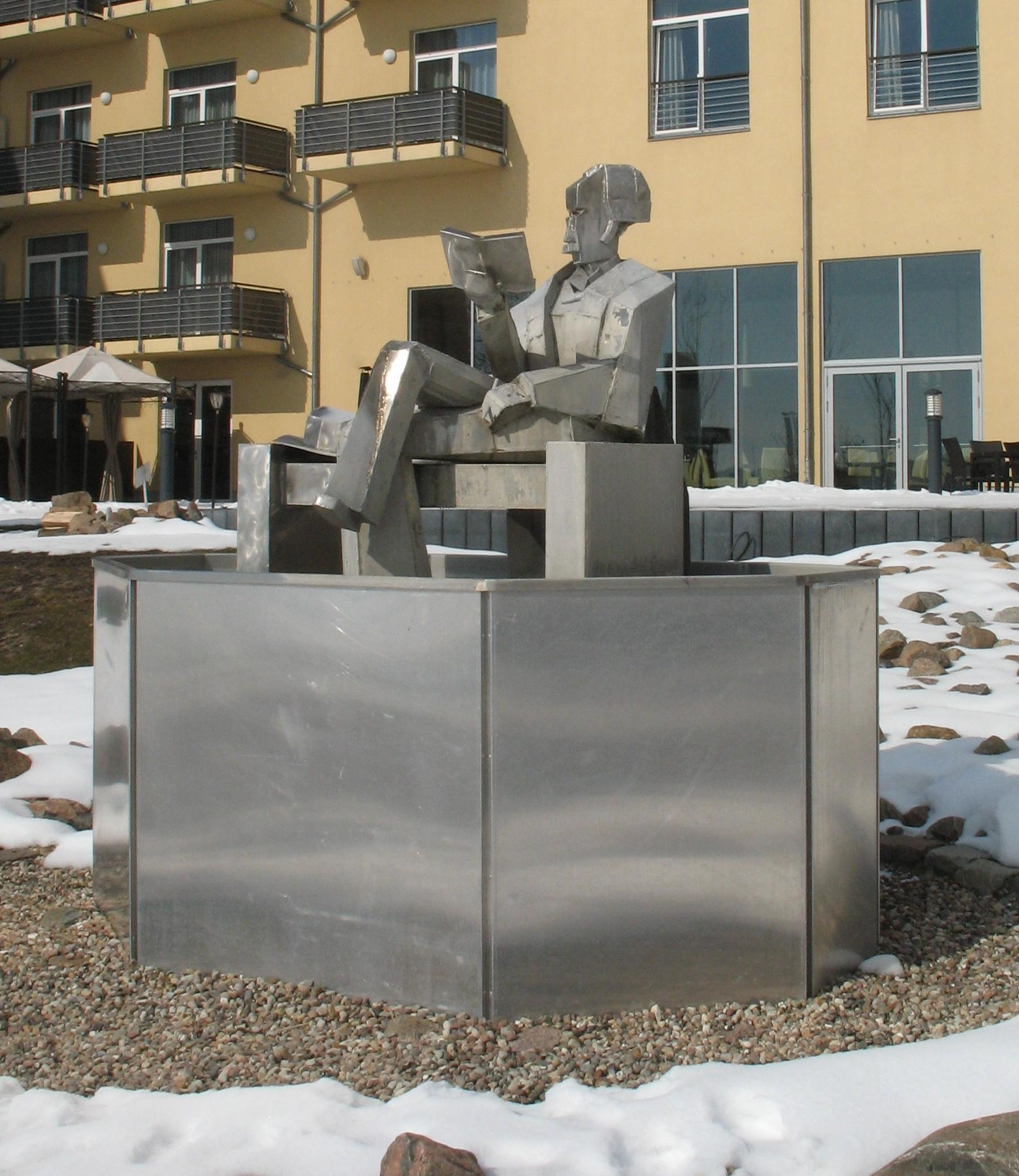
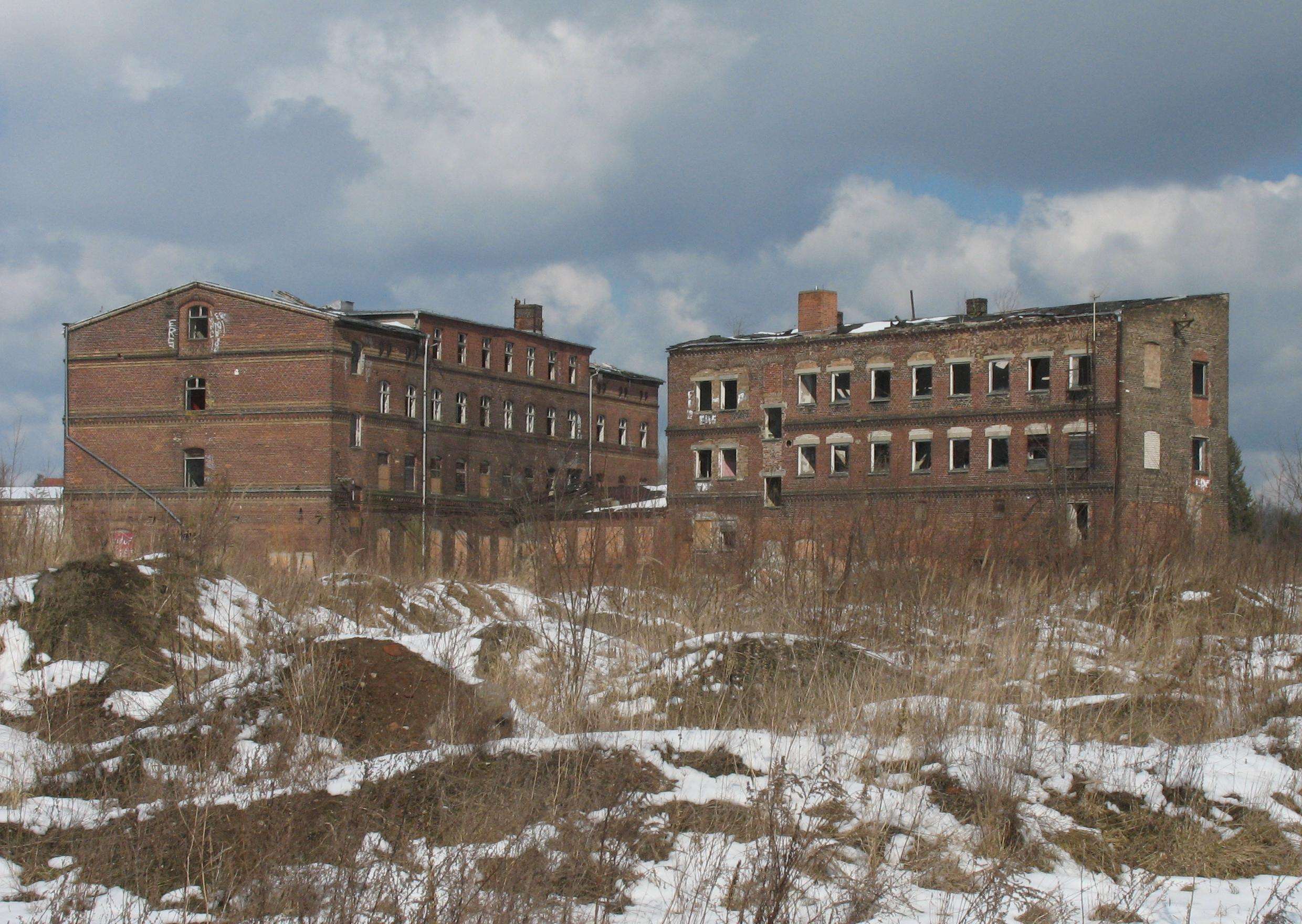
Former fire extinguisher factory
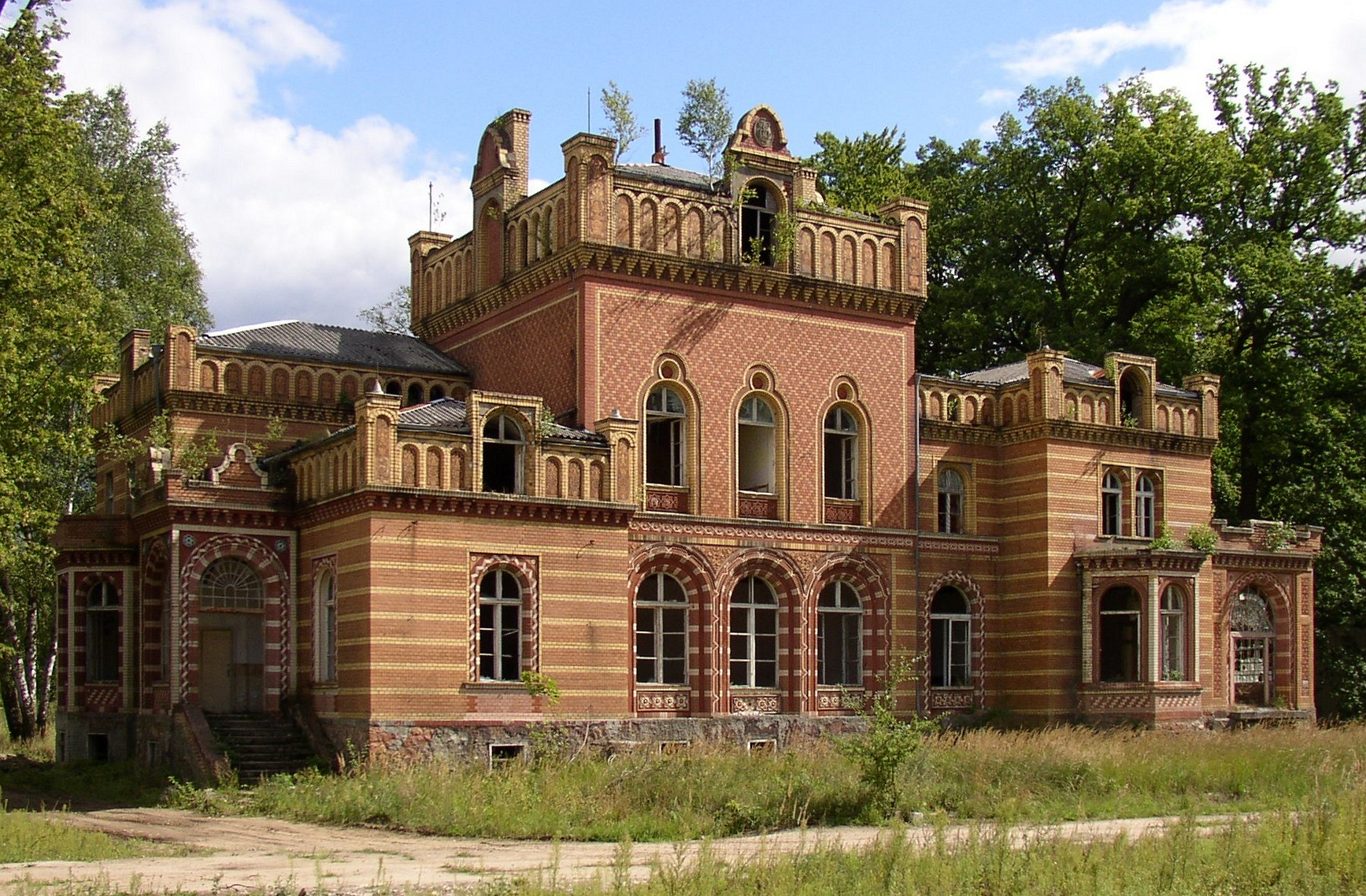
Trang viên của dòng họ Gentz ở Gentzrode
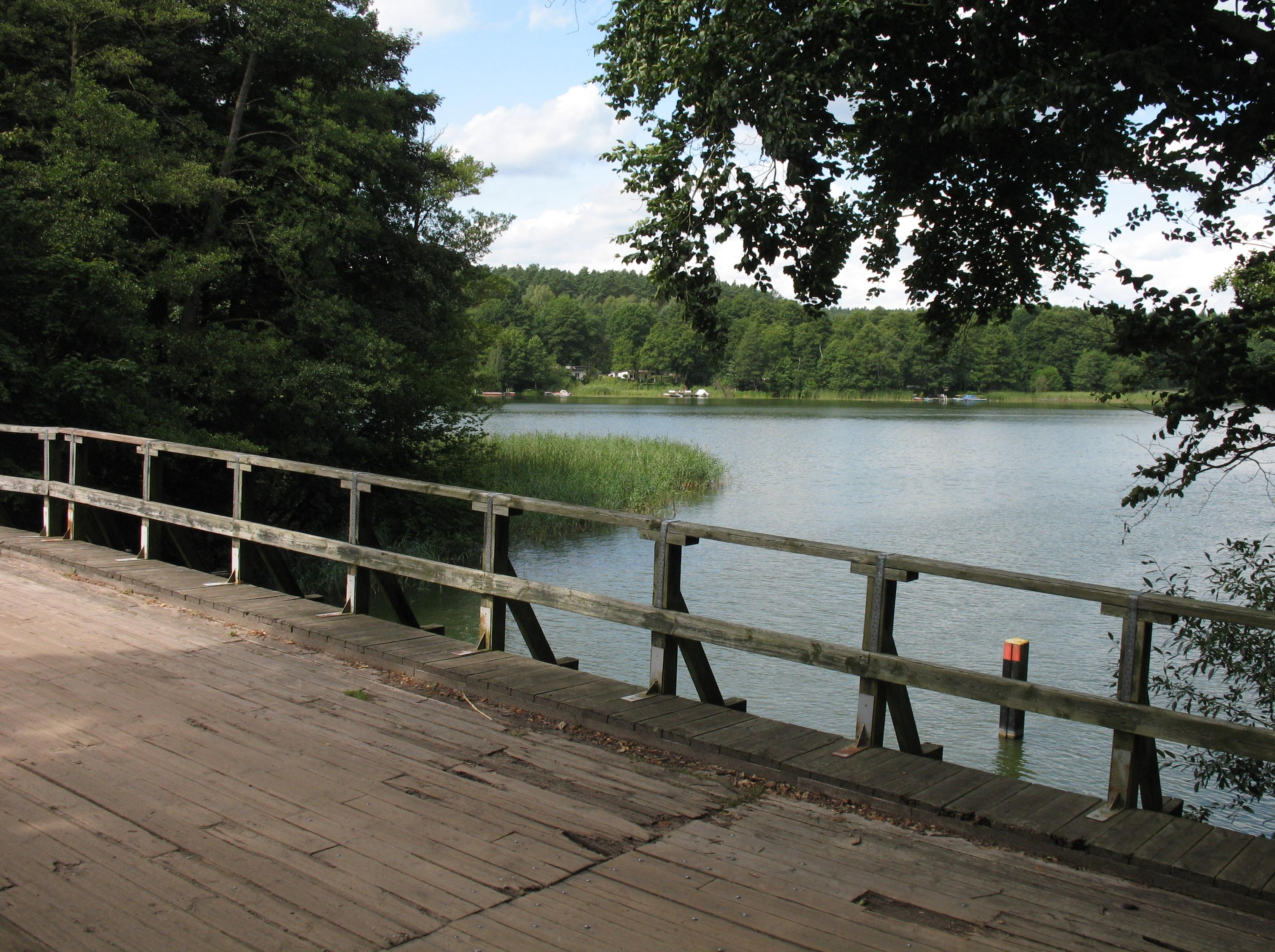
Zermützel
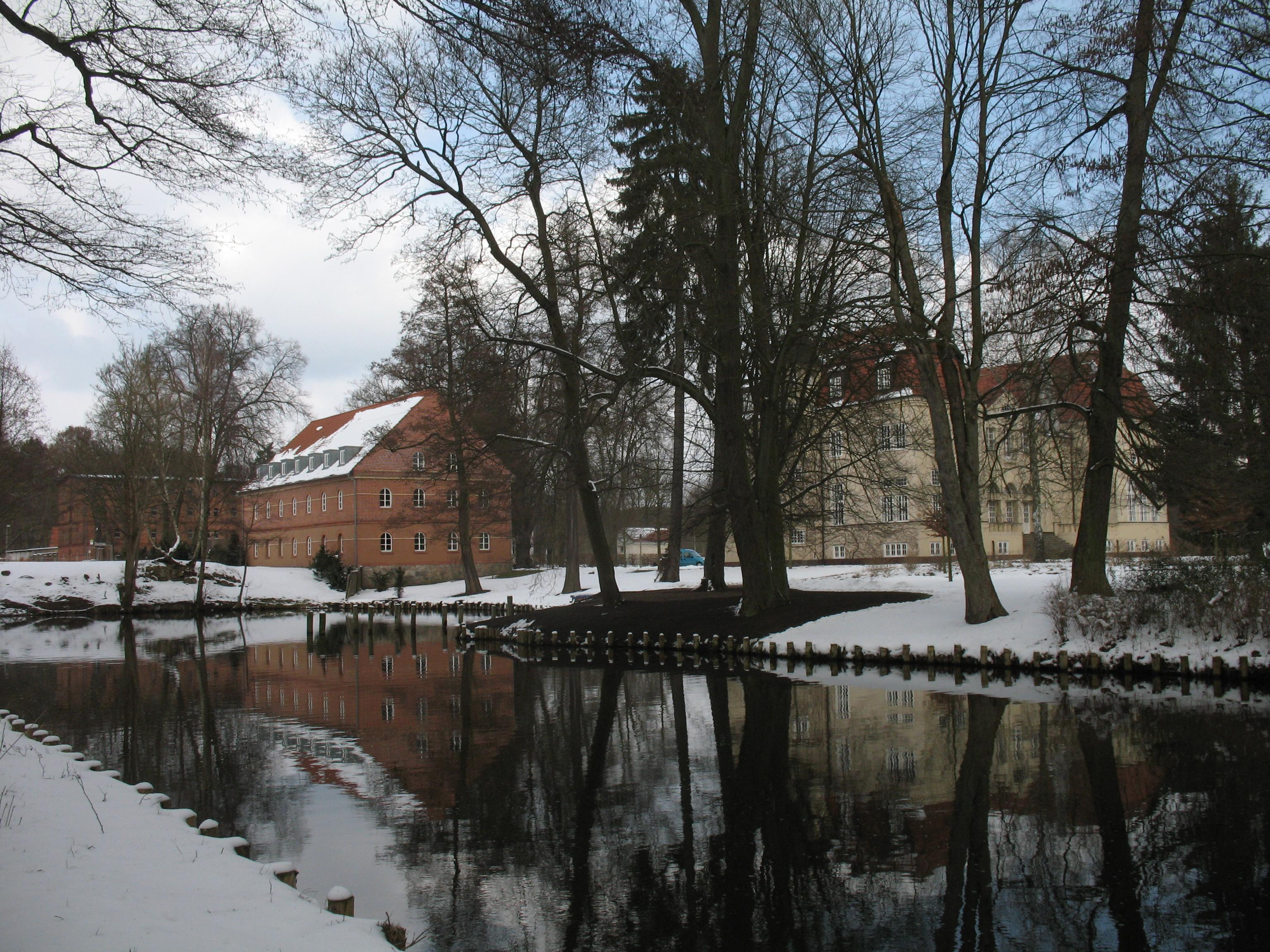
Neumühle
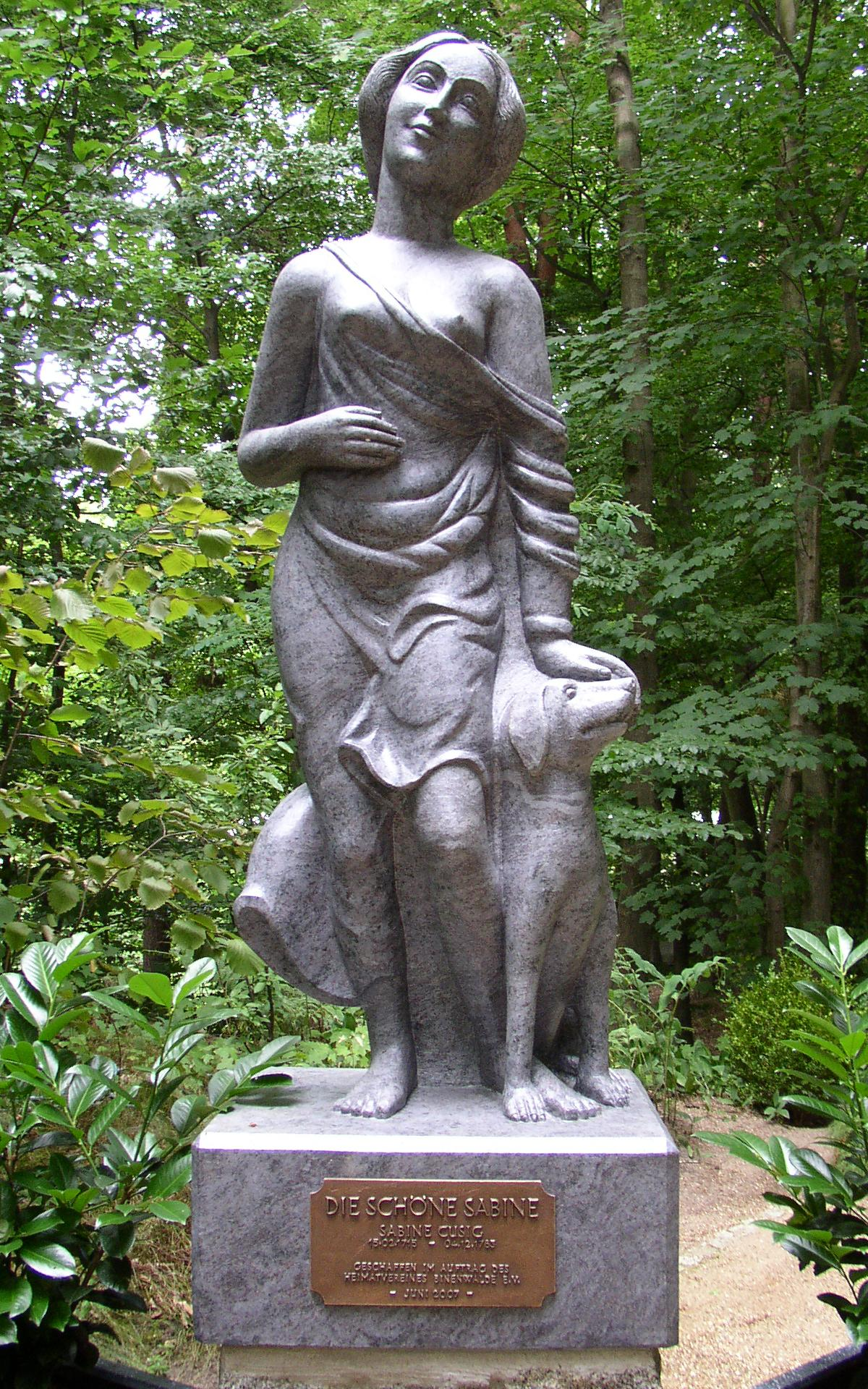
″Sabine"